# Револуционарни суд
Револуционарни суд (фр. Tribunal révolutionnaire) је био суд формиран у Паризу од стране Националног конвента током Француске револуције, односно периода познатог као "јакобинска диктатура". Формиран је 9. марта 1793. године са циљем обрачунавања власти са политичким противницима. 

## Историја
Револуционарни суд, именован од Конвента, суди по кратком поступку без права апелације Врховног суда. Судио је пре свега емигрантима и вандејским устаницима. Према њима поступа као према људима ван закона, а поступак се често састоји само у констатовању идентитета оптуженог и изрицања смртне казне. Суди се и сумњивцима, у коју је категорију убрајан широк слој грађана – од противника устанка 10. августа и 31 маја-2. јуна, до породица емиграната, богаташа који гомилају новац, произвођача и трговаца који крше одредбе о максимизирању цена. Законом од 22. преријала (10. јуна 1794.) легализован је јакобински терор. Укинута је одбрана (адвокати) и истражни поступак; поротници се морају задовољити само моралним доказима. Судија има две опције: слобода или смрт. Доналд Грин је проценио да је у револуционарном терору јакобинаца убијено између 35.000 и 40.000 људи. Према социјалном статусу, 85% осуђених припадало је бившем „трећем сталежу“, а само је 8,5% племића и 6,5% свештеника. 	
Терор је организован септембра 1793. године. Осуђено је на смрт 66 особа (четвртина од особа изведених пред Револуционарни суд). Октобра почиње извођење жирондинаца пред Револуционарни суд. Покренут је процес и против Марије Антоанете. Бивша краљица је гиљотинирана 16. октобра 1793. године. Процесуирани жирондинци погубљени су 31. октобра. У последња три месеца 1793. године смртном казном осуђено је 45% оптужених.
Револуционарни суд укинут је након Термидорске реакције током које су 1794. године са власти збачени монтањари на челу са Робеспјером, Августином, Сен Жистом и Кутоном. 